# Smithers (Columbia Británica)
Smithers es un pueblo canadiense situado en la provincia de Columbia Británica.

## Superficie
Smithers tiene una superficie de 15,26 km².

## Demografía
En 2021, tenía 5378 habitantes, una densidad poblacional de 352,4 hab./km², y 2411 viviendas.